# 宿毛市立平田小学校
宿毛市立平田小学校（すくもしりつ ひらたしょうがっこう）は、高知県宿毛市平田町戸内にある公立小学校。

## 沿革
- 1954年（昭和29年）3月31日 - 幡多郡平田村ほか郡内町村が合併、宿毛市が発足したのに伴い、宿毛市立平田小学校と改称。

## 通学区域
- 宿毛市
  - 中山、戸内、黒川、東平

卒業生は基本的に宿毛市立東中学校へ進学する。

## 周辺
- 平田郵便局
- 高知西南中核工業団地
- 高岡山古墳群跡
- 中筋川

## アクセス
- 土佐くろしお鉄道 平田駅から南へ500m
- 高知西南交通 戸内川橋バス停下車
- 高知県道21号土佐清水宿毛線沿い